# Murbach
Murbach ist ein Dorf und eine Gemeinde mit 165 Einwohnern (Stand 1. Januar 2022) im französischen Département Haut-Rhin in der Region Grand Est (bis 2015 Elsass). Die Gemeinde ist Mitglied in der Communauté de communes de la Région de Guebwiller.

## Geographie
Die Gemeinde liegt im Oberelsass am Fuß des Grand Ballon (Großer Belchen) in den Südvogesen und ist Teil des Regionalen Naturparks Ballons des Vosges. Die nächste Nachbargemeinde ist Buhl.
Der Ort Murbach mit dem Rest seiner romanischen Klosterkirche ist eine Station der Romanischen Straße des Elsass.

## Geschichte

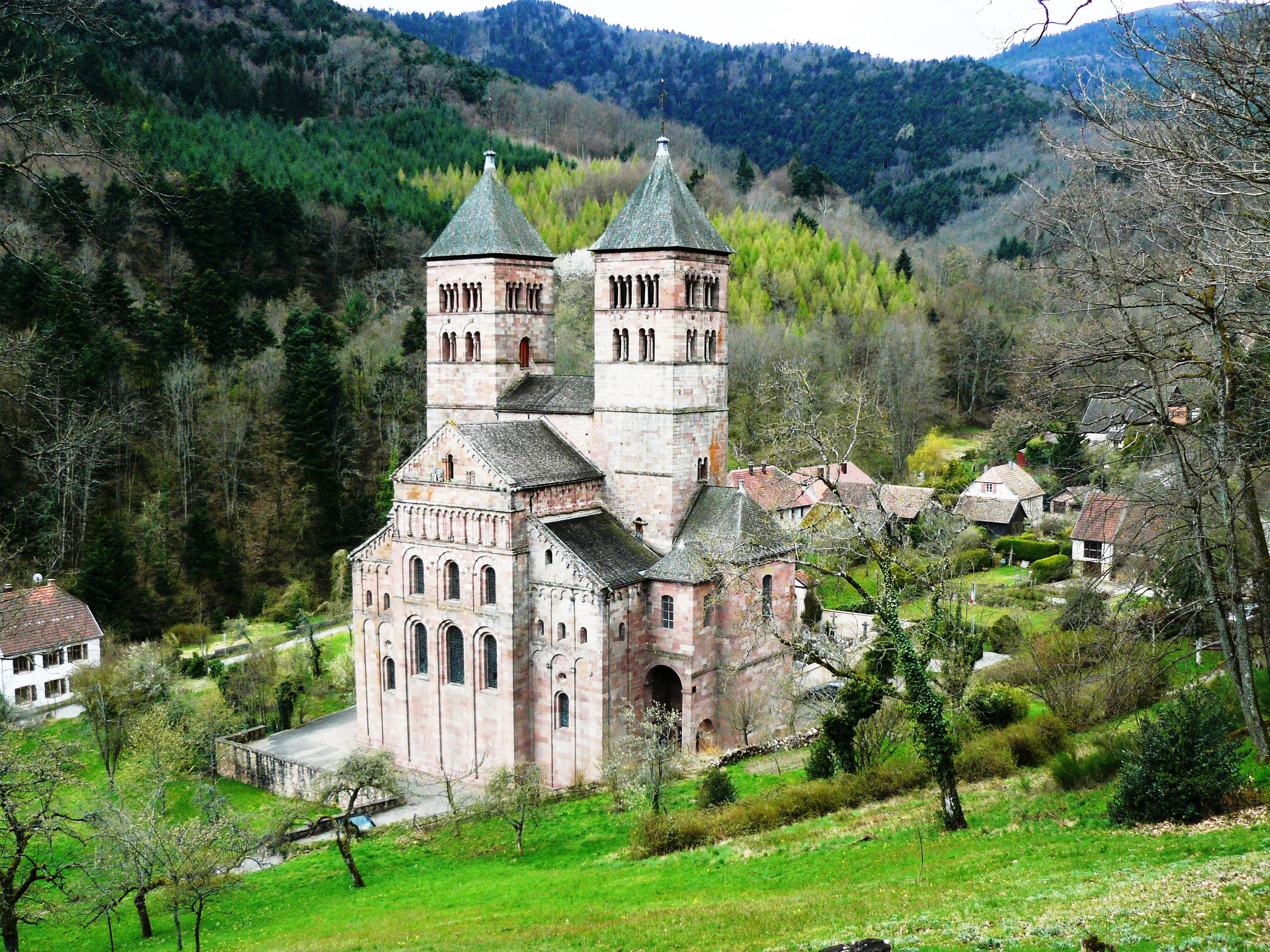
Reste der Klosterkirche

Ältere  Ortsbezeichnungen sind  Muorbach (727), Maurobaccus, Muorbaccus (728), Marbach (729), Maurbach (760), Morbach (761), Můrbach (976), Muerbach (1600) und Mourbach (1680).
Der heilige Pirmin, ein Missionar, gründete 727 eine Benediktinerabtei, dort wo später das Dorf Murbach entstand. Von der ehemaligen Klosterkirche aus dem 12. Jahrhundert steht heute nur noch der Chor mit zwei Nebenchören, zwei Türmen und dem Querschiff. Entsprechend den Neuerungen der Cluniazenserreform in Cluny und Hirsau hat der Chor einen flachen Abschluss und keine Apsis. Das mächtige Langhaus wurde 1738 abgebrochen, um einem barocken Neubau Platz zu machen, der aber nie begonnen wurde. Dem heiligen Pirmin ist eine Statue gewidmet.
Im Jahr 1680 wurde die Ortschaft des Heiligen Römischen Reichs zusammen mit der Fürstabtei Murbach aufgrund von Beschlüssen der Reunionskammern von Breisach und Metz vom Königreich Frankreich annektiert.
Durch den Frankfurter Frieden vom 10. Mai 1871 kam das Gebiet an das deutsche Reichsland Elsaß-Lothringen, und das Dorf wurde dem Kreis Gebweiler im Bezirk Oberelsaß zugeordnet. Nach dem Ersten Weltkrieg musste das Gebiet, aufgrund der Bestimmungen des Versailler Vertrags 1919 an Frankreich abgetreten werden. Im Zweiten Weltkrieg war die Region von der deutschen Wehrmacht besetzt, und der Ort stand bis 1944 unter deutscher Verwaltung.
Bevölkerungsentwicklung
| 1791 | 1905 | 1910 | 1962 | 1968 | 1975 | 1982 | 1990 | 1999 | 2006 | 2016 | 2017 |
| ---- | ---- | ---- | ---- | ---- | ---- | ---- | ---- | ---- | ---- | ---- | ---- |
| 271  | 191  | 273  | 176  | 130  | 90   | 89   | 116  | 136  | 136  | 153  | 159  |

## Sonstiges
In Murbach steht die letzte öffentliche Telefonzelle Frankreichs. Seit im Sommer 2024 eine französische Zeitschrift darüber berichtete, wird sie von Menschen aus dem ganzen Land angerufen, und Anwohner oder Besucher können den Hörer abnehmen und sich mit ihnen unterhalten. Abgehende Gespräche sind aus der Zelle aber nicht mehr möglich.

## Nachweise
1. ↑  Franz Xaver Kraus: Kunst und Alterthum in Elsass-Lothringen. Beschreibende Statistik. Band II: Ober-Elsass. Friedrich Bull, Straßburg 1881, S. 471–481 (books.google.de).
2. ↑  Maximilian du Prel: Die Deutsche Verwaltung in Elsass-Lothringen 1870-1879. Denkschrift mit Benutzung amtlicher Quellen. Karl J. Trübner, Straßburg 1879, S. 6–7 (books.google.de).
3. 1 2  Gemeindeverzeichnis Deutschland 1900 – Kreis Gebweiler
4. ↑  Die Angaben zu 1791, 1905 und 2016 stammen aus: Philippe Legin: Die Abtei Murbach. Übersetzt von Eve Gissinger. Savoir Decouvrir, St. Ouen o. J., S. 24.
5. ↑  In Frankreichs letzter Telefonkabine klingelt es ständig bei bazonline.ch vom 5. August 2024, abgerufen am 21. Dezember 2024